# Сакаи (Осака)

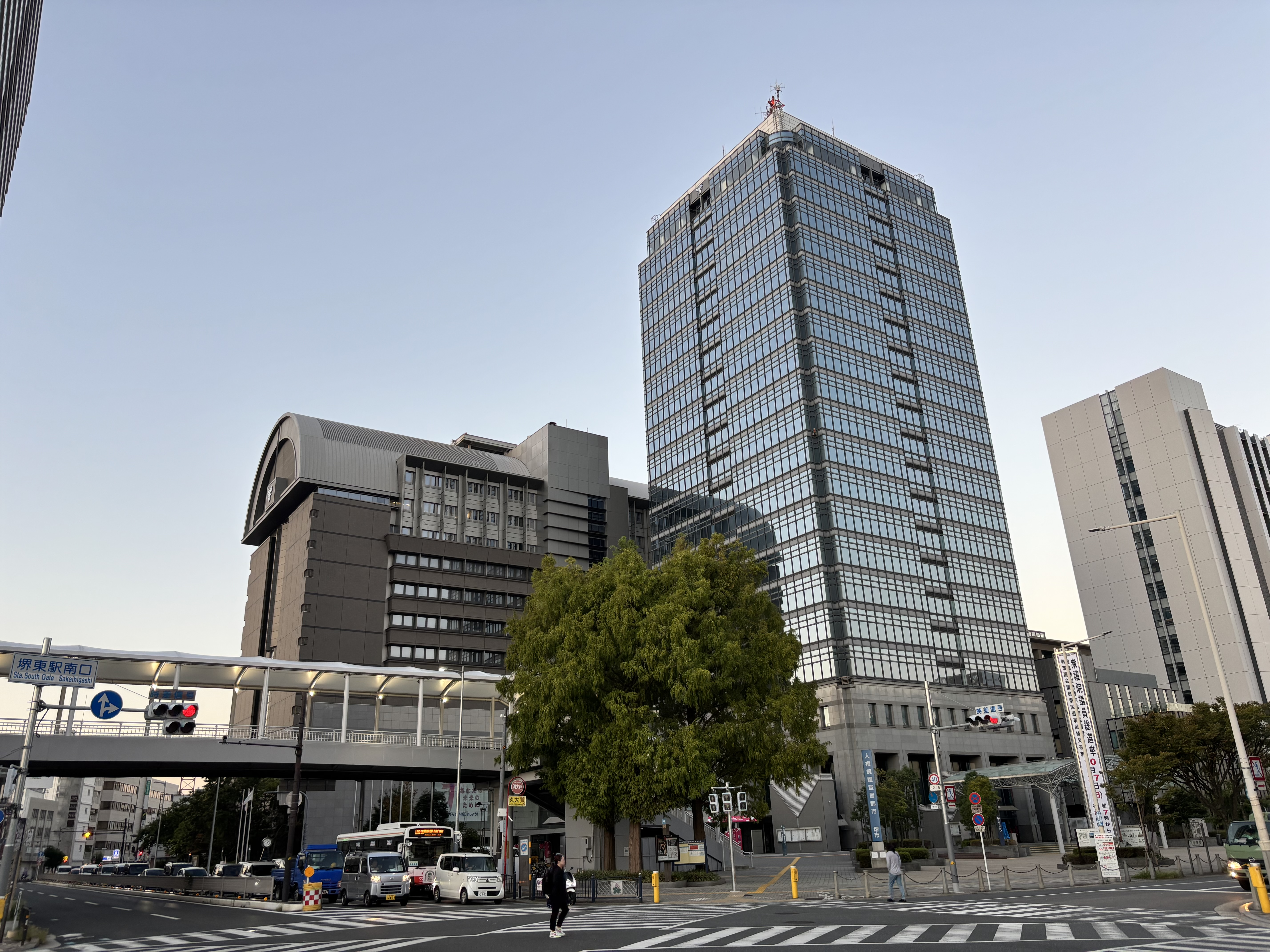
Мэрия города Сакаи

Сака́и (яп. 堺市 Сакаи-си) — город в Японии, расположенный в префектуре Осака. С 2006 года входит в список городов, определённых указами правительства Японии. Второй по площади и количеству населения город в префектуре Осака.

## География и экономика
Город Сакаи расположен на юго-западе острова Хонсю, на побережье Осакского залива. Входит в префектуру Осака региона Кинки. В административном отношении разделён на 7 городских округов. Граничит с городами Осака, Мацубара, Хабикино, Тондабаяси, Осакасаяма, Каватинагано, Идзуми и Такаиси.
Площадь города составляет 149,99 км², население — 840 037 человек (1 августа 2014), плотность населения — 5600,62 чел./км².
Начиная с XV века Сакаи известен как важный морской порт в торговле с Китаем и Кореей. В настоящее время в городе развиты электронная, электротехническая, металлургическая и химическая промышленность.

## Достопримечательности
В Сакаи находится Дайсенрё-кофун, одна из крупнейших в мире гробниц, площадью в 320 тыс. м², принадлежащая японскому императору IV века Нинтоку.

## Персоналии
В городе Сакаи родился премьер-министр Японии Судзуки Кантаро.

## Породнённые города
Город породнён с четырьмя городами:
- Ляньюньган, КНР;
- Танегасима, Япония;
- Беркли, США;
- Веллингтон, Новая Зеландия.